# Albert Pick
Albert Pick (Colonia, 15 maggio 1922 – Garmisch-Partenkirchen, 22 novembre 2015) è stato un numismatico tedesco.
Un autore riconosciuto a livello internazionale specializzato in materia di cartamoneta, Pick ha scritto il primo catalogo moderno di banconote nel 1974, ed è ampiamente ritenuto come colui che ha creato il volto moderno del collezionismo di banconote.
Il suo Standard Catalog of World Paper Money è il riferimento standard mondiale per il collezionismo di banconote.

## Biografia
Pick iniziò nel 1930 una raccolta di banconote e di Notgeld. In seguito ha studiato filosofia, letteratura e storia, e dal 1964, ha lavorato come dirigente di una casa editrice prima di dedicarsi alla notafilia, lo studio della cartamoneta, e di diventare un esperto riconosciuto.
Quando la raccolta la sua collezione privata di (a quel tempo) 180.000 banconote divenne troppo vasta per un collezionista privato, la collezione di Pick fu accettata dalla Bayerische Hypotheken- und Wechselbank (ora HypoVereinsbank). Pick continuò ad ampliare la raccolta tra il 1964 e il 1985, come curatore al servizio della banca.
Albert ha dato il suo nome al sistema dei numeri Pick, con cui i collezionisti possono chiaramente individuare e catalogare ogni tipo di banconota.
Oltre al suo noto Standard Catalog of World Paper Money, Pick ha pubblicato numerosi libri all'estero e ha ricevuto numerosi premi e riconoscimenti internazionali per le sue pubblicazioni.
È morto il 22 novembre 2015 nella sua casa di Garmisch, in Baviera.

## Opere
- Standard Catalog of World Paper Money. Battenberg, München 1975, ISBN 0-87341-002-5.
- Das Buch vom Geld Amburgo 1959
- Kleingeldscheine 1916 - 1922 in: Das deutsche Notgeld (a cura di Arnold Keller) ISBN 3-87045-105-X